# International Mercantile Marine Company
«International Mercantile Marine Co.» (рус. ”Международная Торговая Морская компания”) или коротко «IMM», первоначально носившая название «International Navigation Company» (рус. ”Международная Навигационная компания”) — трест, сформированный в начале XX века как попытка Дж. П. Моргана монополизировать морскую торговлю. Результатом были тяжёлые потери для финансиста.

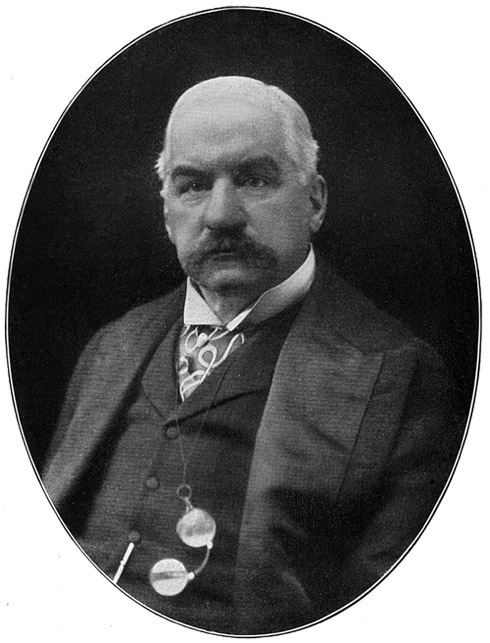
Джон Пирпонт Морган — владелец «IMM Co.»

«IMM» была основана судоходными магнатами компаний «American Line» и «Red Star Line» Клементом Грискомом, компании «Atlantic Transport Line» Bernard N. Baker, компании «White Star Line» Джозефом Брюсом Исмеем и компании «Leyland Line» Джоном Эллерманом. Также была присоединена «Dominion Line». Проект финансировался «J.P. Morgan & Co.» во главе с финансистом Дж. П. Морганом. Компания также имела прибыльные рабочие отношения с германскими линиями «Hamburg-Amerika Line» и «Norddeutscher Lloyd». Трест вызвал большое беспокойство в британской судоходной отрасли, что непосредственно привело к субсидиям британского правительства для «Cunard Line» на строительство новых судов RMS «Lusitania» и RMS «Mauretania» с целью роста конкуренции. Тем не менее, в связи с переоценкой потенциальной прибыли «IMM» переплатила при приобретении некоторых крупных компаний.
«IMM» был холдинговой компанией, контролирующей дочерние корпорации, которые имели свои дочерние компании.

## Президенты
- Клемент Гриском, 1902—1904
- Джозеф Брюс Исмей, 1904—1913
- Гарольд Сандерсон, 1913—1915
- Конкурентные взаимоотношения, 1915—1916
- Филип Олбрайт Смолл Франклин, 1916—1936[2]
- Джон Франклин, 1936—1943

Компания поглощена «United States Lines» в 1943 году.

## Компании, управляемые «IMM»
- «American Line»
- «American Merchant Lines»
- «Atlantic Transport Line»
- «Baltimore Mail Line»
- «Dominion Line»
- «Leyland Line»
- «Panama Pacific Line»
- «Red Star Line»
- «Roosevelt Steamship Co.»
- «United States Lines»
- «White Star Line»

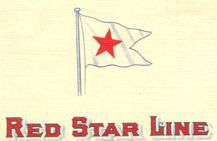
Флаг «Red Star Line»

- «Wilsons and Furness-Leyland Line»